# Кислов, Никанор Матвеевич
Никано́р Матве́евич Кисло́в (27 июля 1859, Пензенская губерния — 14 октября 1928, Москва) — русский геодезист, специалист по астрономо-геодезическим инструментам, профессор; ректор Межевого института (1918—1919). Его капитальный труд «Теория оптических инструментов» стал первым учебником в России по оптике.

## Биография
Родился в семье крестьянина. По окончании в 1881 году Константиновского межевого института был оставлен на дополнительных курсах для подготовки к педагогической деятельности и с 1885 года стал преподавать на них математику, астрономию, фотограмметрию, метеорологию, земной магнетизм, а с 1902 года — теорию оптических инструментов в применении к геодезии. Одновременно он преподавал геодезию в Московском инженерном училище.
С 1913 года принимал участие в работе магнитной комиссии при Академии наук.
С 9 октября 1918 года по февраль 1919 года он был, по избранию, ректором Межевого института. До 1921 года работал в Высшем геодезическом управлении.

### Семья
Жена — Мария Валерьевна (урожд. Петрова); 5 сыновей (Владимир, 1894—1957; …), дочь Екатерина.

## Адреса
Москва, Гороховский пер., дом 4.